# Marius Jouveau
Marius Jouveau (* 6. Januar 1878 in Avignon; † 14. Oktober 1949 in Aix-en-Provence) war ein französischer Schriftsteller, Romanist und Provenzalist.

## Leben und Werk
Jouveau war in jungen Jahren ein Vertrauter von Frédéric Mistral. Er war Gymnasiallehrer und ab 1913 Majoral (Akademiemitglied), sowie von 1922 bis 1941 (siebter) Capoulié (Vorsitzender) des Félibrige.

In Arles und Aix-en-Provence sind Straßen nach ihm benannt.

Marius Jouveau war der Vater von René Jouveau.

## Werke (Auswahl)
- Éléments de grammaire provençale et petit manuel de l'instituteur provençal pour la correction des provençalismes, Marseille 1907
- Sèt cansoun d'Arle. Pouèmo prouvençau. Traducioun francesco de l'autour, Aix-en-Provence 1930
- (mit Frédéric Mistral neveu, Pierre Fontan, Bruno Durand, René Jouveau und Pierre Azéma)  Aspects de Mistral. L'Homme. Le poète. Le philologue. Le sage. Le politique, Marseille 1930
- L'Etymologie par le provençal à l'école primaire, Aix-en-Provence 1939
- (Hrsg.) Discours de Mistral, Aix-en-Provence 1941
- A la gràci dóu tèms. Pouèmo e souveni de Marius Jouveau, hrsg. von René Jouveau, Aix-en-Provence 1960
- Pignard lou Mounedié. Conte arlaten, Marseille 1989 (mit Schriftenverzeichnis)
- Marius Jouveau und René Jouveau, Discours de Capoulié, hrsg. von Marie-Thérèse Jouveau, Marseille 1995
- Pontgibous. Conte coumtadin, Marseille 1996